# Філіпп Петі
Філіпп Петі (фр. Philippe Petit [fi’lip pə'ti]; *13 серпня 1949 року) , Немур, Сена і Марна, Франція) — французький вуличний канатоходець, який відомий своїми видовищними виступами на висоті та який став всесвітньо відомий після його проходження вранці 7 серпня 1974 року по канату, який було натягнуто між Північною та Південною баштами-близнюками Всесвітнього торгового центру в Нью-Йорку.
Для виконання свого шоу на висоті більш як 400 метрів над землею артист замовив і використав трос вагою більше 200 кг та унікальну жердину для балансування довжиною близько 8 метрів і вагою 25 кілограмів. Філіп був на канаті 45 хвилин, під час яких він вісім разів пройшовся туди і назад. Як потім згадувала його дівчина Анні: 
«Як нібито йшов по хмарі. Було стільки вражаючих моментів, коли він сідав або лягав на трос. Усі навкруги мене були зачаровані виглядом Філіппа, який лежав на висоті 450 метрів. Був момент, коли він опустився на коліно і помахав рукою. Здається, я закричала „Дивіться, дивіться!“. Багато хто навкруги не відразу роздивилися те, що відбувалося». 
 Відразу після виконання Філіп був заарештований поліцією, але всі звинувачення були зняті судом в обмін на безкоштовну виставу для дітей в Центральному парку Нью-Йорка.

## Дитинство і початок кар’єри
Філіпп народився у французькому місті Немур. Батько Філіпа був колишнім військовим льотчиком. У ранньому віці хлопчик зацікавився ілюзією та жонглюванням. Перші кроки на канаті Філіпп зробив у 16 років. Батько не відразу схвалив рішення сина.

## Фільмографія
У 2008 році вийшов фільм «Людина на канаті» (фільм, 2008) — англійський документальний фільм 2008 року режисера Джеймса Марша розповідає про сміливий трюк, який виконав у Нью-Йорку Філіп Петі.
У 2015 році вийшов фільм «Прогулянка висотою» — американський біографічний фільм про канатохідця, який поставив режисер Роберт Земекіс. У центрі сюжету — зроблений французом у 1974 році прохід по канату, який був натягнутий між баштами-близнюками Всесвітнього торгового центру. Сценарій написав Земекіс у співавторстві з Крістофером Брауном і оснований на книзі Петі «Сягнути небес». У північноамериканський прокат фільм вийшов 30 вересня 2015 року.